# 作道
作道（つくりみち）は、富山県射水市の町名である。町の南部を国道8号が走る。

## 特徴
国道8号と国道472号が交差する道路交通の要所であり、交通の往来が極めて多い。また、町内人口は1862人と比較的多い。

## 地理
射水平野にあり、町全体において標高が低い。

## 世帯数と人口
2022年（令和4年）7月31日現在の世帯数と人口は以下の通りである。
| 町丁 | 世帯数  | 人口    |
| ---- | ------- | ------- |
| 作道 | 788世帯 | 1,788人 |

## 小・中学校の校区
市立小・中学校に通う場合、校区は以下の通りとなる。
| 番地 | 小学校             | 中学校                 |
| ---- | ------------------ | ---------------------- |
| 全域 | 射水市立作道小学校 | 射水市立新湊南部中学校 |

## 施設
- 射水市立作道小学校
- 新港の森
- 作道郵便局

## 交通
- 国道8号
- 国道472号

## 参考出典
- 平凡社地方資料センター 編『富山県の地名 日本歴史地名大系 第16巻』平凡社、1994年。ISBN 4582910084。